# La Paz, Baja California Sur
La Paz là một đô thị thuộc bang Baja California Sur, México. Năm 2005, dân số của đô thị này là 219596 người.
La Paz là một trung tâm thương mại khu vực quan trọng. Thành phố có dân số theo điều tra dân số năm 2010 là 215.178 người, nhưng dân số đô thị của nó đông hơn vì có các đô thị xung quanh như el Centenario, el Zacatal và San Pedro. Tính cả dân số cá đô thị xung quanh của nó, đây là khu vực đô thị lớn thứ tư ở Mexico về kích thước địa lý, với dân số 251.871 người sinh sống trên diện tích đất 20.275 km2.

## Khí hậu
| Dữ liệu khí hậu của La Paz (1951–2010)                        | Dữ liệu khí hậu của La Paz (1951–2010) | Dữ liệu khí hậu của La Paz (1951–2010) | Dữ liệu khí hậu của La Paz (1951–2010) | Dữ liệu khí hậu của La Paz (1951–2010) | Dữ liệu khí hậu của La Paz (1951–2010) | Dữ liệu khí hậu của La Paz (1951–2010) | Dữ liệu khí hậu của La Paz (1951–2010) | Dữ liệu khí hậu của La Paz (1951–2010) | Dữ liệu khí hậu của La Paz (1951–2010) | Dữ liệu khí hậu của La Paz (1951–2010) | Dữ liệu khí hậu của La Paz (1951–2010) | Dữ liệu khí hậu của La Paz (1951–2010) | Dữ liệu khí hậu của La Paz (1951–2010) |
| Tháng                                                         | 1                                      | 2                                      | 3                                      | 4                                      | 5                                      | 6                                      | 7                                      | 8                                      | 9                                      | 10                                     | 11                                     | 12                                     | Năm                                    |
| ------------------------------------------------------------- | -------------------------------------- | -------------------------------------- | -------------------------------------- | -------------------------------------- | -------------------------------------- | -------------------------------------- | -------------------------------------- | -------------------------------------- | -------------------------------------- | -------------------------------------- | -------------------------------------- | -------------------------------------- | -------------------------------------- |
| Cao kỉ lục °C (°F)                                            | 35.2 (95.4)                            | 37.4 (99.3)                            | 38.2 (100.8)                           | 41.0 (105.8)                           | 41.0 (105.8)                           | 43.0 (109.4)                           | 43.0 (109.4)                           | 43.0 (109.4)                           | 43.0 (109.4)                           | 43.5 (110.3)                           | 38.5 (101.3)                           | 36.0 (96.8)                            | 43.5 (110.3)                           |
| Trung bình ngày tối đa °C (°F)                                | 23.6 (74.5)                            | 24.9 (76.8)                            | 27.3 (81.1)                            | 30.3 (86.5)                            | 33.4 (92.1)                            | 35.6 (96.1)                            | 36.6 (97.9)                            | 36.2 (97.2)                            | 35.0 (95.0)                            | 32.6 (90.7)                            | 28.3 (82.9)                            | 24.4 (75.9)                            | 30.7 (87.3)                            |
| Trung bình ngày °C (°F)                                       | 17.4 (63.3)                            | 18.1 (64.6)                            | 19.7 (67.5)                            | 22.1 (71.8)                            | 24.5 (76.1)                            | 27.1 (80.8)                            | 29.7 (85.5)                            | 30.2 (86.4)                            | 29.3 (84.7)                            | 26.2 (79.2)                            | 22.0 (71.6)                            | 18.6 (65.5)                            | 23.7 (74.7)                            |
| Tối thiểu trung bình ngày °C (°F)                             | 11.2 (52.2)                            | 11.3 (52.3)                            | 12.1 (53.8)                            | 13.9 (57.0)                            | 15.7 (60.3)                            | 18.6 (65.5)                            | 22.9 (73.2)                            | 24.1 (75.4)                            | 23.5 (74.3)                            | 19.9 (67.8)                            | 15.7 (60.3)                            | 12.8 (55.0)                            | 16.8 (62.2)                            |
| Thấp kỉ lục °C (°F)                                           | 2.0 (35.6)                             | 2.5 (36.5)                             | 3.0 (37.4)                             | 4.5 (40.1)                             | 8.5 (47.3)                             | 10.0 (50.0)                            | 11.5 (52.7)                            | 13.0 (55.4)                            | 12.0 (53.6)                            | 10.0 (50.0)                            | 6.5 (43.7)                             | 2.0 (35.6)                             | 2.0 (35.6)                             |
| Lượng mưa trung bình mm (inches)                              | 14.2 (0.56)                            | 5.3 (0.21)                             | 2.3 (0.09)                             | 0.8 (0.03)                             | 0.9 (0.04)                             | 1.3 (0.05)                             | 14.5 (0.57)                            | 37.2 (1.46)                            | 58.4 (2.30)                            | 12.1 (0.48)                            | 7.4 (0.29)                             | 14.8 (0.58)                            | 169.2 (6.66)                           |
| Số ngày mưa trung bình (≥ 0.1 mm)                             | 1.8                                    | 1.1                                    | 0.4                                    | 0.2                                    | 0.1                                    | 0.2                                    | 2.1                                    | 4.1                                    | 4.1                                    | 1.5                                    | 0.8                                    | 1.8                                    | 18.2                                   |
| Độ ẩm tương đối trung bình (%)                                | 66                                     | 60                                     | 58                                     | 55                                     | 55                                     | 54                                     | 58                                     | 61                                     | 63                                     | 63                                     | 64                                     | 66                                     | 60                                     |
| Số giờ nắng trung bình tháng                                  | 200                                    | 234                                    | 271                                    | 292                                    | 332                                    | 322                                    | 287                                    | 258                                    | 257                                    | 272                                    | 233                                    | 190                                    | 3.148                                  |
| Nguồn 1: Servicio Meteorológico National (humidity 1981–2000) |                                        |                                        |                                        |                                        |                                        |                                        |                                        |                                        |                                        |                                        |                                        |                                        |                                        |
| Nguồn 2: Deutscher Wetterdienst (nắng, 1961–1990)             |                                        |                                        |                                        |                                        |                                        |                                        |                                        |                                        |                                        |                                        |                                        |                                        |                                        |